# Ґулістонський джамоат
Ґулісто́нський джамоат (тадж. Ҷамоат Гулистон) — джамоат у складі Восейського району Хатлонської області Таджикистану.
Адміністративний центр — село Курбоншахід.
Населення — 21976 осіб (2010; 21875 в 2009).
До складу джамоату входять 7 сіл:
| Населений пункт       | Стара назва | Населення, осіб (2009) | Населення, осіб (2010) |
| --------------------- | ----------- | ---------------------- | ---------------------- |
| Бахорістон            | -           | 816                    | 834                    |
| Ґулафшон              | -           | 539                    | 551                    |
| Ґулістон              | Гулістан    | 5725                   | 5743                   |
| Зафаробод             | Зафарабад   | 1143                   | 1168                   |
| імені Садуллої Шаріфа | Окчинор     | 2612                   | 2624                   |
| Курбоншахід           | Курбаншаїт  | 8460                   | 8470                   |
| Файзобод              | Файзабад    | 2580                   | 2586                   |